# Gustav Böß
Gustav Böß (ur. 11 kwietnia 1873, zm. 6 lutego 1946) – niemiecki polityk samorządowy, burmistrz Berlina w latach 1921–1929.